# Volkswagen Motorsport
La Volkswagen Motorsport è stata il reparto corse della casa automobilistica tedesca Volkswagen. Attiva soprattutto nelle competizioni rally, nella sua storia si è aggiudicata quattro edizioni del Rally Dakar (1980, 2009, 2010 e 2011) e quattro titoli mondiali piloti e costruttori nel campionato del mondo rally (2013, 2014, 2015 e 2016). Nel 2019 la scuderia ha cancellato la maggior parte dei propri programmi per concentrarsi esclusivamente su competizioni con vetture elettriche per poi chiudere definitivamente i battenti nel 2020; i 169 dipendenti della società sono stati ricollocati in altre divisioni del gruppo.

## Storia

### Campionato del mondo rally

#### Volkswagen Golf GTI
Il debutto della Volkswagen nel campionato del mondo rally risale al 1978, quando ha preparato una Golf con le specifiche del gruppo 4. La vettura ha disputato la sua prima e unica gara al Rally di Gran Bretagna.
Nel 1982 è stata preparata una versione della Golf con specifiche del gruppo A. Lo sviluppo della vettura, durante il quale ha disputato solo un paio di gare, è terminato prima della stagione 1984. Pur non potendo competere con le più veloci vetture del gruppo B, la vettura, affidata a Kalle Grundel, ha ottenuto diversi piazzamenti in zona punti; il migliore di questi è stato un sesto posto al Rally di Sanremo. L'anno successivo è stata costruita una seconda vettura; come piloti vengono scelti Franz Wittmann e Jochi Kleint. La stagione è però caratterizzata da molti ritiri e solo due noni posti come migliori piazzamenti a punti.
Nel 1986 è stata presentata una nuova versione basata sulla nuova generazione della Golf. Viene inoltre ingaggiato un nuovo pilota, Kenneth Eriksson, che nei suoi due anni con la casa tedesca otterrà i migliori risultati con la Golf. Nel 1986 le due nuove vetture, guidate da Eriksson e Wittmann, ottengono diversi piazzamenti a punti che varranno alla Volkswagen il terzo posto nella classifica costruttori. Nel 1987, in seguito all'abolizione del gruppo B per motivi di sicurezza, tutte le vetture sono state adattate alle specifiche del gruppo A. Grazie a questo cambio regolamentare la Volkswagen ottiene i suoi primi podi (tre terzi posti ai rally di Portogallo, Argentina e Costa d'Avorio) e la sua prima e unica vittoria nella storia della Golf al Rally di Costa d'Avorio. Negli anni successivi l'impegno nel WRC verrà gradualmente ridotto fino a terminare nel 1990. Nonostante ciò le vetture tedesche otterranno due terzi posti al Safari Rally del 1989 e al Rally di Nuova Zelanda del 1990.

#### Škoda Fabia S2000

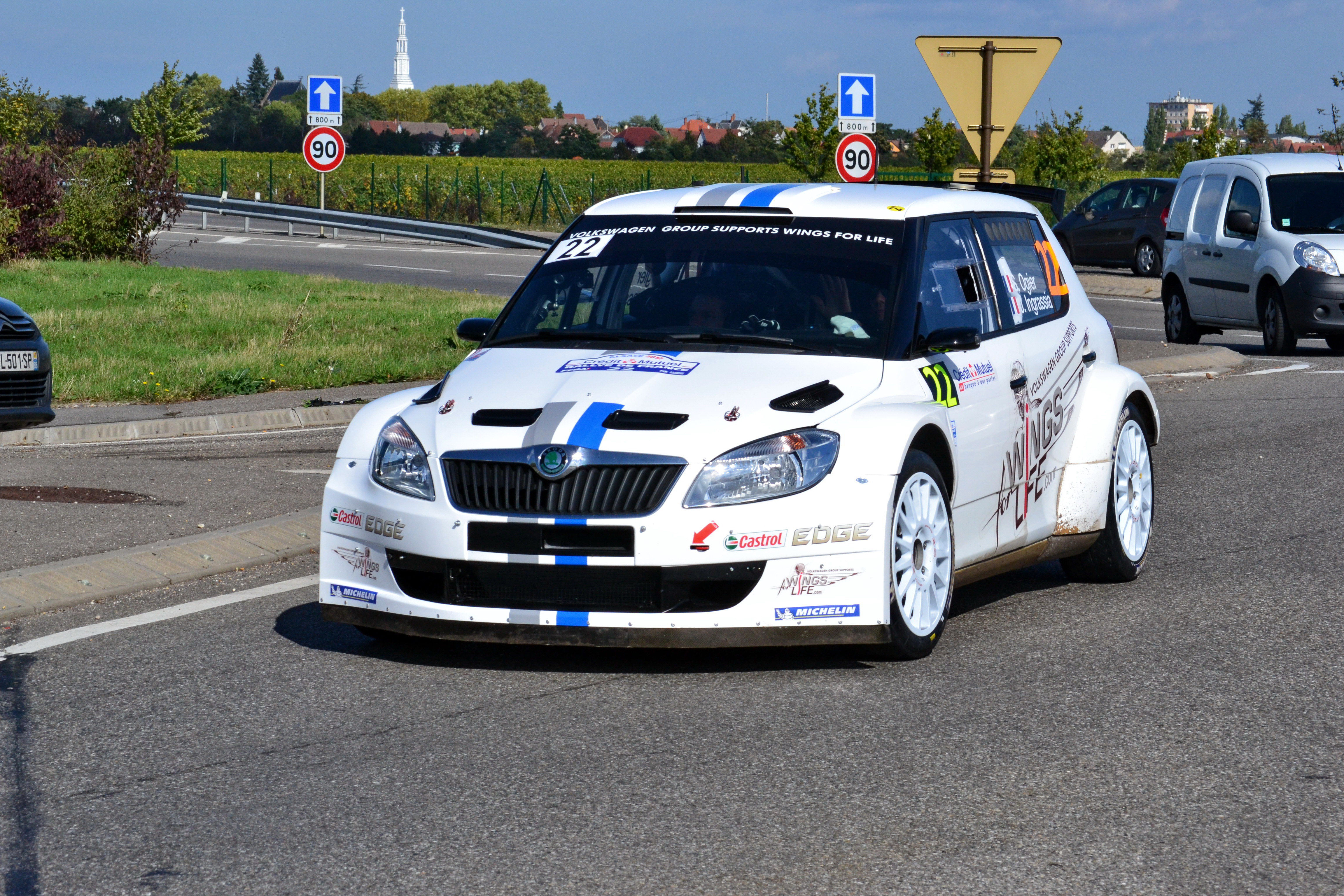
Sébastien Ogier nel 2012

Il 5 maggio 2011 la Volkswagen ha ufficialmente presentato la Polo R WRC, vettura costruita secondo le nuove specifiche della classe principale del campionato del mondo rally che sarebbero entrate in vigore a partire dalla stagione 2013. Per lo sviluppo della nuova vettura è stato scelto Carlos Sainz, già pilota ufficiale Volkswagen nel Rally Dakar. In attesa di debuttare con la nuova vettura, la casa tedesca ha scelto di partecipare ad alcune gare del campionato con due Škoda Fabia S2000 prodotte dalla Škoda, casa di proprietà della Volkswagen stessa, per accumulare esperienza nel campionato. Nel corso della stagione si sono alternati vari piloti alla guida delle vetture senza però ottenere risultati di rilievo. Il miglior piazzamento è stato un dodicesimo posto ottenuto da Kevin Abbring al Rally di Gran Bretagna.
Il 23 novembre 2011 è stato ingaggiato Sébastien Ogier, ex pilota ufficiale Citroën, che avrebbe continuato lo sviluppo della Polo R WRC per poi debuttare con la nuova vettura nel 2013. Il 4 dicembre 2011 il pilota francese ha testato per la prima volta l'auto nel corso della Race of Champions disputatasi a Düsseldorf, durante la quale si è anche aggiudicato la vittoria. Per la stagione 2012 è stato scelto di aumentare l'impegno nel WRC iscrivendo a tempo pieno le due Škoda Fabia S2000. La prima vettura è stata affidata a Ogier, mentre alla guida della seconda sono stati confermati Andreas Mikkelsen e Kevin Abbring, già piloti ufficiali Škoda e impegnati con la Volkswagen nella stagione precedente. Pur schierando un'auto con specifiche inferiori rispetto a quelle delle auto in lotta per la vittoria finale, le Fabia S2000 hanno ben figurato nel corso della stagione. Il miglior risultato è stato un quinto posto ottenuto da Ogier al Rally di Sardegna. Nonostante il margine con i team più forti, le vetture della Volkswagen Motorsport si sono facilmente affermate come le più competitive tra quelle con specifiche Super 2000.

#### Volkswagen Polo R WRC

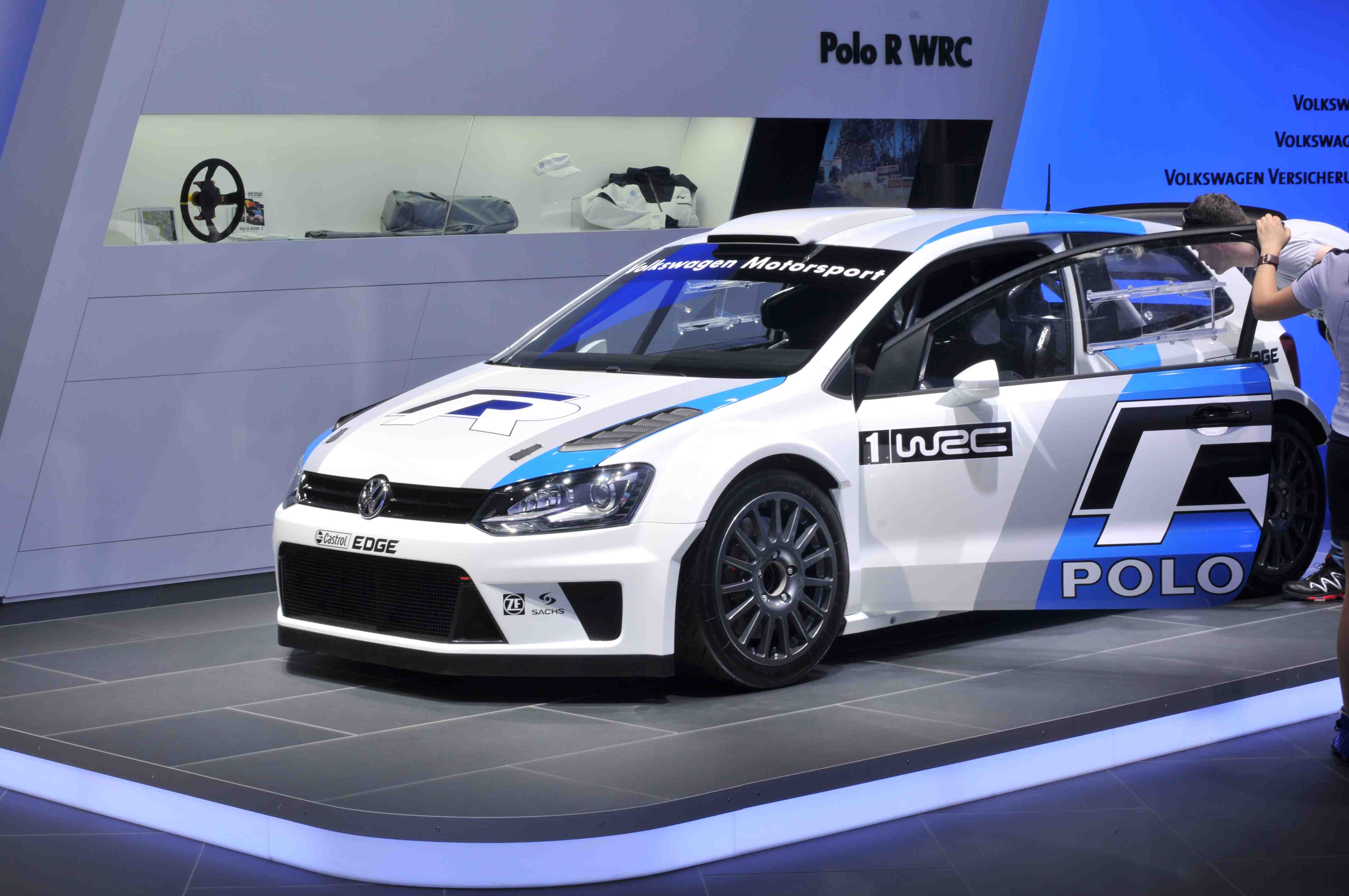
La Polo R WRC nel corso della sua presentazione ufficiale

Nel novembre 2012 la nuova Polo R WRC ha ufficialmente ottenuto l'omologazione dalla FIA, per poi essere presentata il mese successivo. Il 17 ottobre 2012 era stato inoltre ingaggiato Jari-Matti Latvala, ex pilota ufficiale Ford, per affiancare Ogier. A stagione in corso verrà poi ultimata una terza vettura, alla guida della quale verrà confermato Mikkelsen. Dopo aver debuttato classificandosi secondo al Rally di Monte Carlo, Ogier si aggiudica i successivi tre rally, in Svezia, Messico e Portogallo. Latvala si aggiudica successivamente il Rally dell'Acropoli, prima che Ogier torni a vincere nel Rally di Sardegna e nel Rally di Finlandia. Il pilota francese arriva così al Rally di Germania con l'opportunità di aggiudicarsi il titolo piloti con diverse gare di anticipo; un incidente lo farà però precipitare in diciassettesima posizione, vanificando così questa possibilità. Le successive quattro vittorie di Ogier negli ultimi quattro rally (Australia, Francia, Spagna e Gran Bretagna) non lasceranno però scampo agli avversari, permettendogli di aggiudicarsi il suo primo mondiale piloti in carriera. A completare il dominio della casa tedesca arrivano inoltre il secondo posto finale di Latvala e la vittoria anche del titolo costruttori.
Nel 2014 è stato confermato l'impegno nel campionato, con tre vetture lievemente aggiornate alla guida delle quali sono stati confermati Ogier, Latvala e Mikkelsen. Le vetture tedesche continuano il dominio della stagione precedente vincendo le prime otto gare consecutive del campionato (cinque vittorie di Ogier e tre Latvala) che, unite alle quattro vittorie nelle ultime quattro gare della stagione precedente, hanno permesso di realizzare un record di 13 vittorie consecutive, superando il record di 8 vittorie consecutive precedentemente detenuto dalla Citroën DS3 WRC. Solo i ritiri di Ogier e Latvala e il terzo posto di Mikkelsen in Germania hanno messo fine a questa striscia vincente. Al successivo rally, in Australia, i tre piloti Volkswagen si classificano ai primi tre posti, permettendo alla casa di Wolfsburg di aggiudicarsi il suo secondo titolo costruttori consecutivo. Due gare dopo, al Rally di Catalogna, Ogier si aggiudica inoltre il titolo piloti con una gara di anticipo. Al termine della stagione la Volkswagen si era aggiudicata 12 rally su 13, il titolo costruttori e i suoi tre piloti si erano classificati ai primi tre posti della classifica piloti.

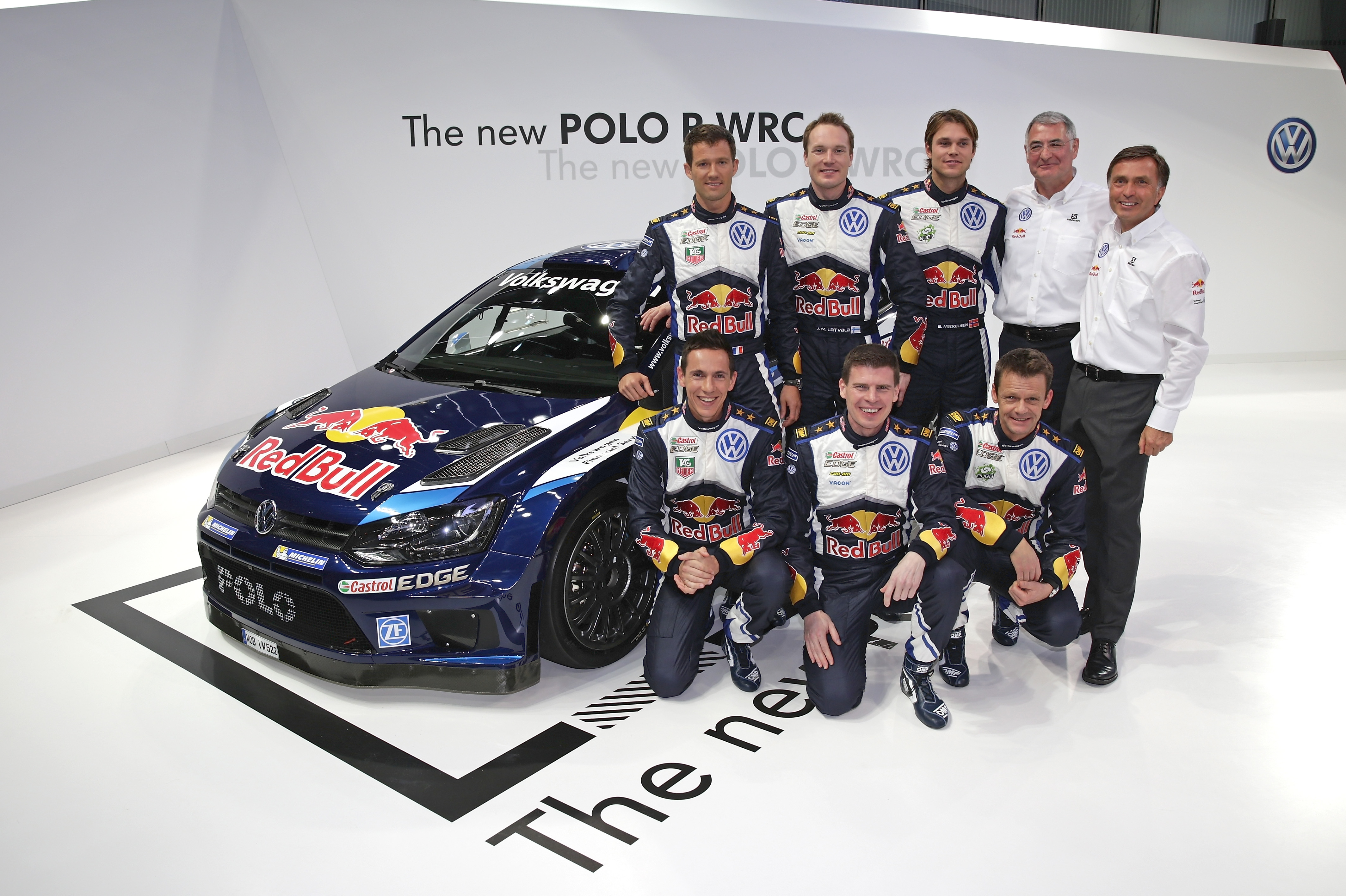
Il team nel 2015

Nel 2015 ha debuttato la seconda generazione della Polo R WRC, una versione leggermente aggiornata del modello precedente basata sul restyling della versione stradale. Nel corso dell'anno è inoltre iniziato lo sviluppo di una nuova vettura basata sulla futura nuova generazione della Polo secondo le nuove specifiche che sarebbero entrate in vigore a partire dalla stagione 2017. Alla guida delle tre nuove vetture sono stati confermati i tre piloti delle stagioni precedenti. La scuderia vince subito i primi tre rally consecutivi, ottenendo anche una tripletta al debutto al Rally di Monte Carlo. Al Rally d'Argentina, a causa dei ritiri di Latvala e Mikkelsen e dei problemi meccanici di Ogier, la Polo R WRC chiuderà il suo primo rally dal suo debutto senza ottenere neanche un punto. La vettura riprende tuttavia il suo dominio già dal rally successivo, aggiudicandosi tutti gli ultimi 9 rally stagionali (5 vittorie di Ogier, 3 vittorie di Latvala e una vittoria di Mikkelsen). Al Rally di Finlandia Latvala stabilisce inoltre un record di velocità media di 125,44 km/h, superando il precedente record di 122,89 km/h stabilito da Sébastien Loeb. Grazie alla vittoria ottenuta al Rally d'Australia, Ogier si aggiudica il suo terzo mondiale piloti consecutivo; nella stessa gara, inoltre, la Volkswagen si è aggiudicata anch'essa il suo terzo mondiale costruttori consecutivo. Come nella stagione precedente, la casa tedesca si aggiudica 12 rally su 13, i primi tre posti della classifica piloti e il titolo costruttori.
La stagione 2016 inizia con la dipartita del direttore della squadra Jost Capito, passato alla McLaren in Formula 1, che è stato sostituito da Sven Smeets ex copilota di lunga esperienza nel WRC. Per il resto le novità rispetto alla stagione precedente sono ben poche, con la conferma di un impegno a tre vetture e dei tre piloti degli anni passati. Grazie alle prime quattro vittorie nelle prime quattro gare stagionali unite alle otto vittorie consecutive ottenute l'anno prima, la Polo R WRC pareggia il suo stesso record di 12 vittorie consecutive. Nonostante ciò l'inizio di stagione è stato caratterizzato dai problemi di Latvala che, ad eccezione della vittoria nel Rally del Messico, ottiene diversi ritiri e piazzamenti fuori dalla zona punti a causa di vari incidenti e problemi meccanici. Anche Ogier, nonostante rimanga sempre in testa alla classifica generale, sperimenta una partenza un sotto le aspettative, ottenendo due vittorie consecutive nelle prime due gare prima di iniziare una striscia di sei gare consecutive senza vittorie. Nonostante ciò, il pilota francese ha in seguito ottenuto quattro vittorie consecutive, che gli hanno permesso di aggiudicarsi il suo quarto mondiale piloti consecutivo e diventando il quarto pilota nella storia del WRC dopo Juha Kankkunen, Tommi Mäkinen e Sébastien Loeb a vincere almeno quattro titoli piloti. Al Rally di Gran Bretagna, nonostante i ritiri di Latvala e Mikkelsen, la Volkswagen riesce inoltre ad aggiudicarsi il suo quarto titolo costruttori consecutivo. Il 2 novembre 2016, nonostante fosse già in fase avanzata di sviluppo una nuova vettura per la stagione 2017, la Volkswagen ha annunciato il ritiro dal WRC a causa delle gravi perdite economiche causate dallo scandalo dieselgate. Negli anni successivi la Volkswagen ha noleggiato la vettura a varie scuderie private per partecipare a eventi locali. Alcuni telai prodotti nel 2013 e nel 2014, inoltre, sono stati riconvertiti per essere utilizzati nel campionato del mondo rallycross.

#### Volkswagen Polo GTI R5

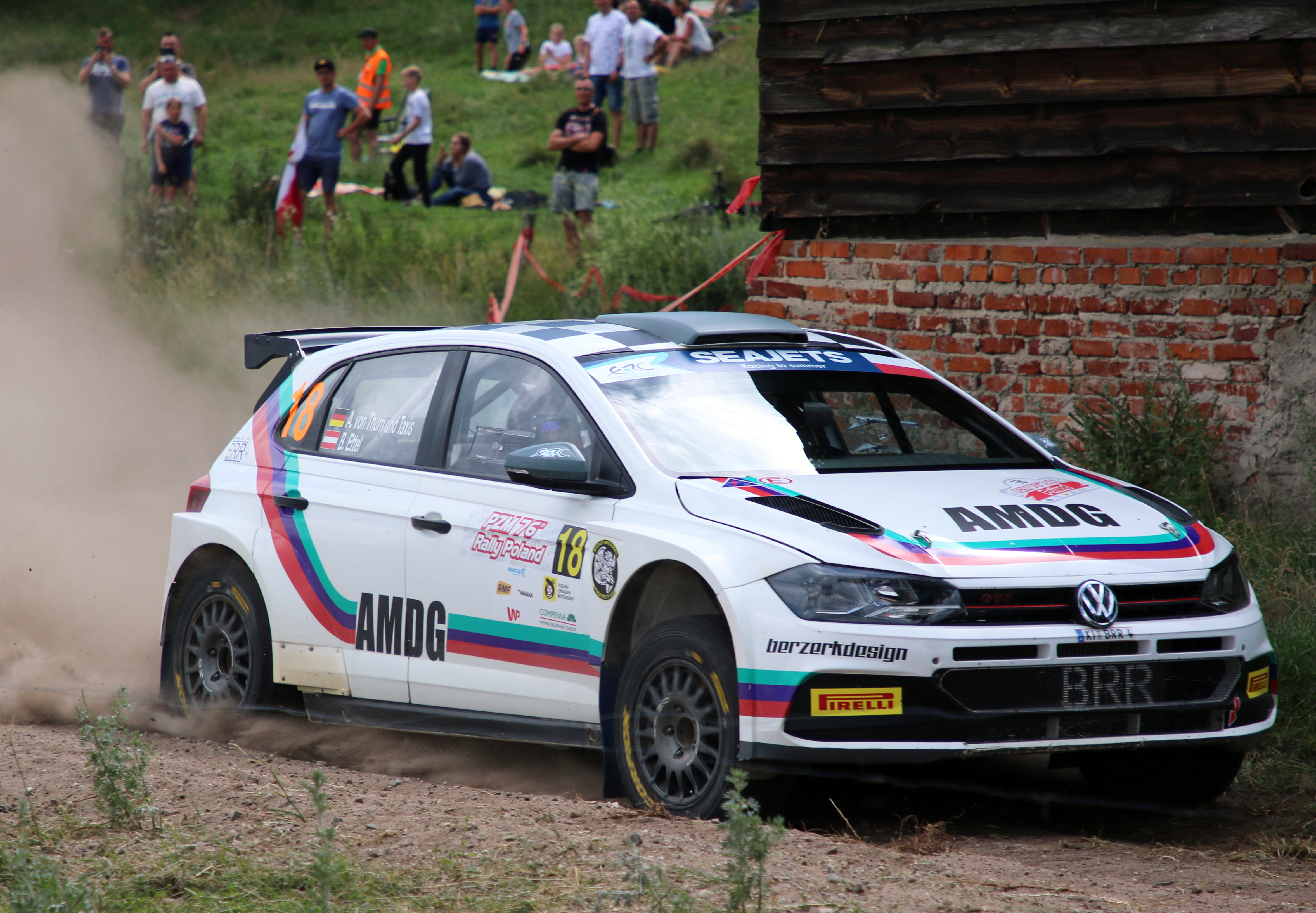
Una Volkswagen Polo GTI R5 impegnata nel Rally di Polonia nel 2019

Il 29 marzo 2017, a pochi mesi dall'improvviso ritiro dal WRC, la Volkswagen ha annunciato lo sviluppo di una versione della nuova generazione della Polo con specifiche R5, che sarebbe stata eleggibile per partecipare alla classe WRC-2 del WRC, oltre che a diversi campionati di rally nazionali o regionali. La nuova vettura è derivata dalla Škoda Fabia R5, vettura prodotta dalla Škoda (casa di proprietà della Volkswagen) con la quale condivide il motore e la meccanica. Il 5 dicembre 2017 la vettura è stata ufficialmente presentata; l'obiettivo era quello di ottenere l'omologazione della FIA entro l'estate 2018 per poi iniziare le consegne ai clienti. Poco dopo è stato confermato che erano già state ordinate 15 vetture. Nel corso della stagione 2018 la Volkswagen ha iscritto due Polo GTI R5 al Rally di Catalogna come banco di prova finale per terminare lo sviluppo. Le due vetture, affidate a Petter Solberg ed Eric Camilli, hanno ottenuto un terzo e un diciassettesimo posto finale di categoria (rispettivamente quattordicesima e trentacinquesima in classifica generale). Al termine della stagione è stato annunciato che la vettura è riservata esclusivamente a scuderie clienti e che la Volkswagen non avrebbe militato in maniera ufficiale nella classe WRC-2 come invece fatto da altri costruttori come Škoda, M-Sport e Citroën.

### Rally Dakar

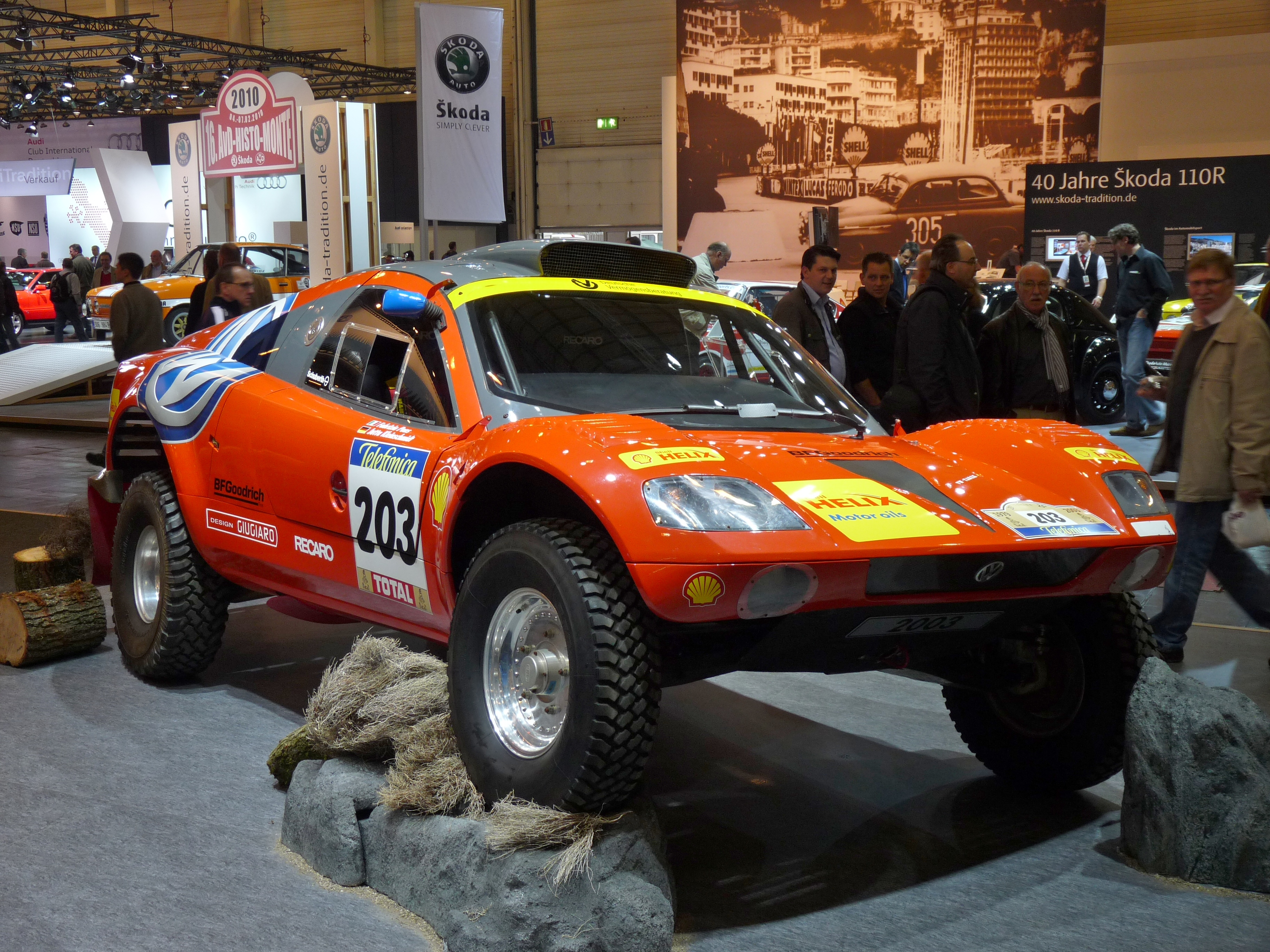
La Volkswagen Tarek utilizzata da Jutta Kleinschmidt al Rally Dakar 2003

La Volkswagen era già stata presente nel Rally Dakar nel 1980 con una Volkswagen Iltis preparata e portata in pista dalla Audi, che aveva anche vinto la competizione con Freddy Kottulinsky. Nel 2002, in vista del Rally Dakar 2003, la scuderia ha presentato la Volkswagen Tarek, un buggy a trazione posteriore con telaio tubolare in acciaio e carrozzeria in fibra di carbonio equipaggiato con un motore 1.9 turbodiesel da 218 CV. Per l'edizione del 2003 sono state costruite tre vetture, alla guida delle quali sono stati ingaggiati Jutta Kleinschmidt, ex pilota ufficiale Mitsubishi e già vincitrice di una Dakar, Stéphane Henrard e Dieter Depping. Nonostante la nuova vettura non fosse in grado di tenere il passo delle Mitsubishi ufficiali, Henrard si classifica sesto, la Kleinschmidt ottava e Depping ventesimo.
Nel 2004, con l'introduzione della nuova classe T2, è stato presentato un nuovo fuoristrada, denominato Volkswagen Race Touareg, dotato di trazione integrale e motore 2.3 turbodiesel da 231 CV. Per l'edizione 2004 sono stati preparati due veicoli, affidati alla Kleinschmidt e a Bruno Saby. Le vetture, al loro primo anno di ciclo, hanno faticato nel confronto con le Mitsubishi e con le BMW X-raid ufficiali e con i buggy Schlesser. Saby si classifica sesto, mentre la Kleinschmidt chiude ventunesima. In vista dell'edizione 2005 il Race Touareg ha subito alcuni aggiornamenti, tra i quali un motore 2.5 turbodiesel da 260 CV. Per quell'edizione sono stati preparati quattro veicoli alla guida dei quali, accanto ai confermati Kleinschmidt e Saby, sono stati ingaggiati Juha Kankkunen, quattro volte campione del mondo rally e già vincitore di una Dakar, e Robby Gordon. La migliore tra i piloti Volkswagen è stata la tedesca, che si è classificata terza e ha ottenuto il primo podio per la casa di Wolfsburg.

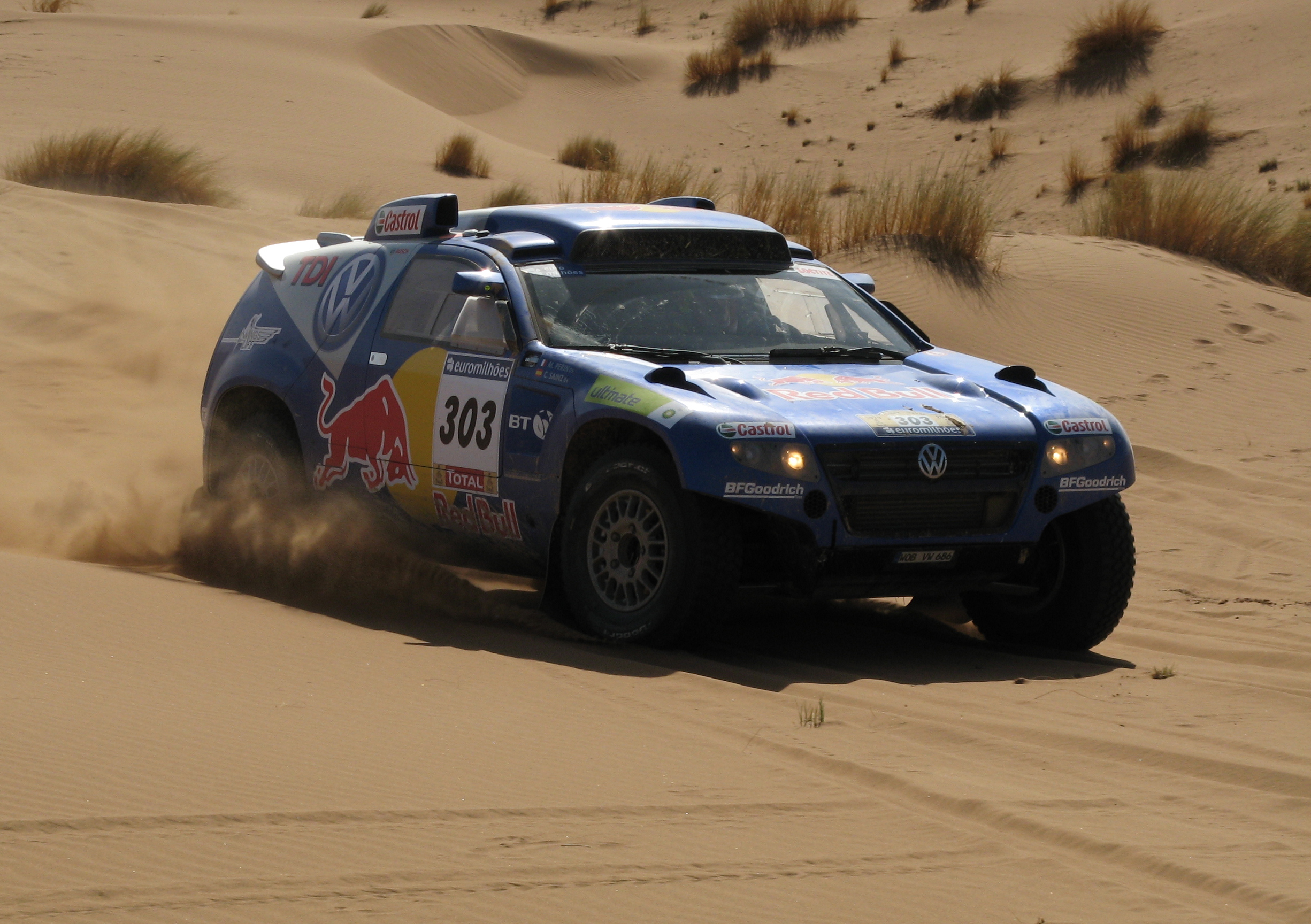
Carlos Sainz su Volkswagen Race Touareg al Rally Dakar 2007

Per l'edizione 2006 è stata presentata una versione aggiornata del fuoristrada, denominata Race Touareg 2. Per la competizione sono stati preparati cinque veicoli, alla guida dei quali, accanto ai confermati Kleinschmidt e Saby, sono stati ingaggiati Carlos Sainz, due volte campione del mondo rally, Giniel de Villiers e Mark Miller. Il migliore tra i piloti Volkswagen è stato de Villiers, che si è classificato secondo, ottenendo il secondo podio consecutivo per il costruttore tedesco. All'edizione 2007 sono stati iscritti quattro Race Touareg 2 leggermente aggiornati, alla guida dei quali sono stati confermati Sainz, de Villiers e Miller, accanto ai quali è stato ingaggiato Ari Vatanen, già vincitore di quattro Dakar. Il migliore tra i piloti Volkswagen è stato Miller, che si è classificato quarto. L'edizione del 2008 è stata cancellata per motivi di sicurezza legati al rischio di attacchi terroristici lungo il percorso di gara ed è stata sostituita dal Rally dell'Europa centrale, durante il quale i fuoristrada tedeschi hanno riscosso ottimi risultati, ottenendo il primo, terzo e quinto posto. Nell'edizione 2009, disputatasi per la prima volta nella storia della competizione in America meridionale e non in Africa, sono stati confermati Carlos Sainz, de Villiers e Miller, accanto ai quali è stato ingaggiato Dieter Depping. I fuoristrada tedeschi hanno dominato questa edizione, ottenendo il primo, secondo e quinto posto, e garantendo così alla Volkswagen la sua prima vittoria nella Dakar (la seconda di un veicolo a marchio Volkswagen). Nel 2010 sono stati confermati Sainz, de Villiers (vincitore dell'edizione precedente) e Miller, mentre sulla quarta vettura è stato ingaggiato Nasser Al-Attiyah, ex pilota ufficiale BMW X-raid. Complice anche il ritiro di Mitsubishi, che ha lasciato BMW X-raid come unico avversario ufficiale di Volkswagen, le vetture tedesche hanno ancora una volta dominato la competizione, occupando tutti e tre i gradini del podio con (in ordine di posizione) Sainz, Al-Attiyah e Miller, mentre de Villiers si classifica sesto.
Nel 2011 è stata presentata una nuova versione aggiornata del Race Touareg, denominata Race Touareg 3. Il nuovo fuoristrada è equipaggiato con il precedente motore 2.5 turbodiesel portato però a 310 CV. Sulle quattro auto iscritte sono stati confermati i piloti dell'anno precedente. Partiti ancora una volta come grandi favoriti, i veicoli tedeschi hanno ancora una volta dominato la competizione occupando per il secondo anno consecutivo i primi tre gradini (in ordine di posizione Al-Attiyah, de Villiers e Sainz, mentre Miller chiude sesto), vincendo così la Dakar per il terzo anno consecutivo. Pochi mesi dopo è stato annunciato il ritiro dalla Dakar in seguito alla decisione di partecipare al campionato del mondo rally.

### TCR Series

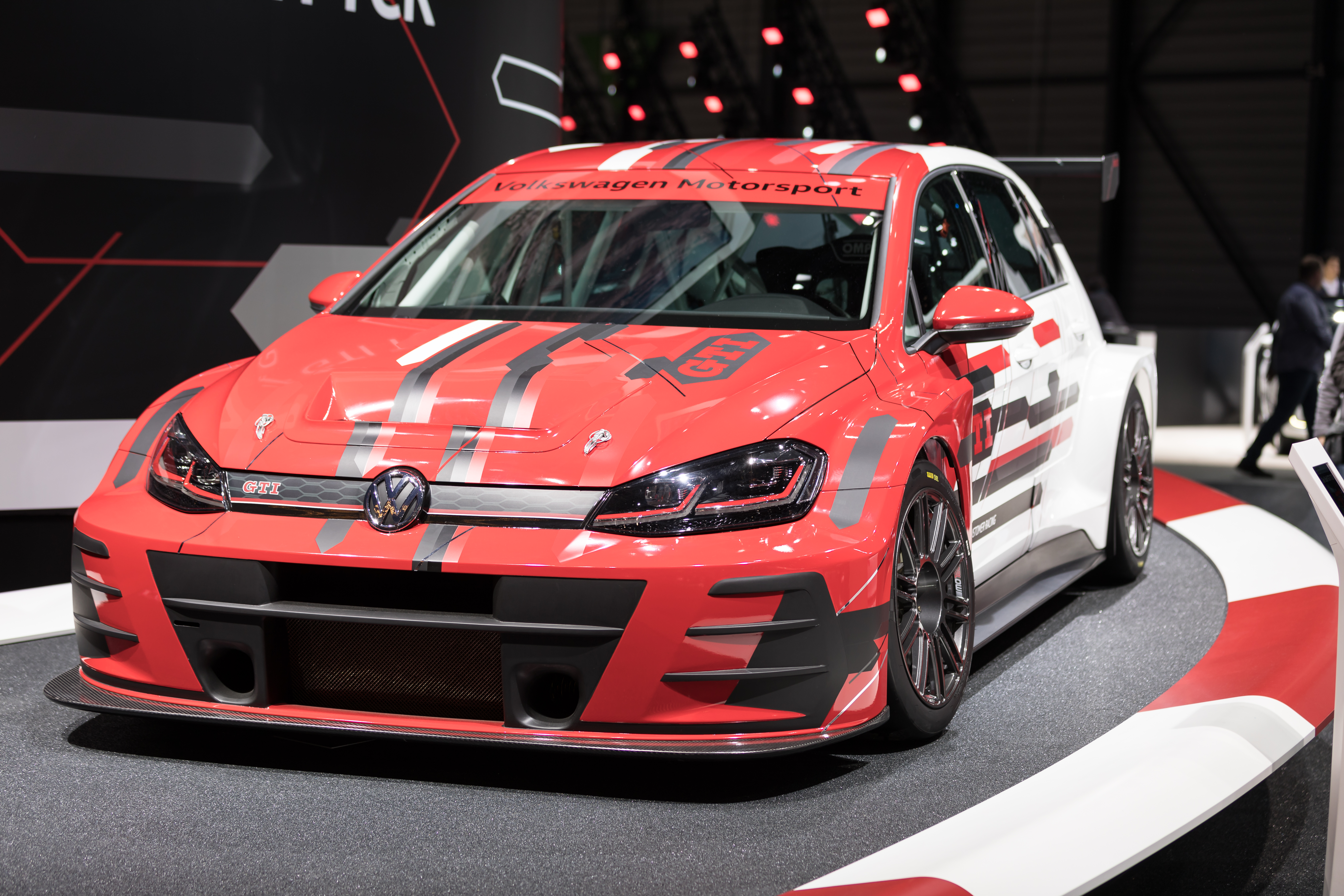
Volkswagen Golf GTI TCR

Il 20 novembre 2014 la Engstler Motorsport ha annunciato l'intenzione di competere a partire dalla stagione 2015 nelle neonate TCR International Series con delle Volkswagen Golf con specifiche TCR. Le vetture sono strettamente derivate dalla SEAT León Cup Racer, nata originariamente per i trofei monomarca SEAT ma dalla quale si sono poi ispirate le specifiche TCR. Proprio per questo motivo le Golf TCR sono prodotte negli stabilimenti spagnoli della SEAT insieme alle León. La vettura tedesca ha debuttato nelle ultime gare delle TCR International Series della stagione 2015.
Nel 2016 sono ufficialmente iniziate le vendite della nuova vettura da competizione. Nelle TCR International Series, in particolare, le vetture sono state utilizzate dalla Engstler Motorsport e dal Team WRT. Quest'ultimo, in particolare, si è aggiudicato il titolo piloti di questa stagione grazie allo svizzero Stefano Comini. A fine stagione, inoltre, in seguito al ritiro dal Campionato del mondo rally, quello nelle competizioni TCR è diventato il principale programma della Volkswagen. In vista della stagione 2017 è stato introdotto un ampio pacchetto di aggiornamenti aerodinamici, che hanno visto, tra le altre cose, l'introduzione di nuovi parafanghi e condotti di aerazione. La vettura tedesca è stata rappresentata nelle TCR International Series dal Team WRT e dalla WestCoast Racing, nonostante il principale cliente sia rimasto la Engstler Motorsport. Per il secondo anno consecutivo, inoltre, la scuderia belga si è aggiudicata il titolo piloti nelle TCR International Series, questa volta grazie a Jean-Karl Vernay.
Alla fine della stagione 2017 le TCR International Series si sono fuse con il campionato del mondo turismo, andando a formare la coppa del mondo turismo. La casa tedesca ha scelto di favorire la partecipazione della Golf GTI TCR nel nuovo campionato fornendo il suo supporto alla Sébastien Loeb Racing, che si è iscritta al campionato con due vetture. È stato inoltre ingaggiato Robert Huff, campione del mondo turismo nel 2012, come pilota ufficiale Volkswagen. Alla guida della seconda auto la SLR ha ingaggiato il pilota privato Mehdi Bennani. Nel corso della sua stagione di debutto la scuderia francese ha ottenuto tre vittorie (due di Huff e una di Bennani), classificandosi al quarto posto finale tra le scuderia. Il 27 marzo 2018 è stata inoltre consegnata la centesima Golf GTI TCR. In vista della stagione 2019 la Volkswagen ha scelto di aumentare il proprio coinvolgimento nel WTCR, fornendo maggiori risorse alla SLR, che è passata da due a quattro vetture schierate. Alla guida delle due nuove Golf GTI TCR sono stati ingaggiati due piloti ufficiali Volkswagen, lo svedese Johan Kristoffersson, già due volte campione del mondo rallycross e due volte campione scandinavo turismo, e il tedesco Benjamin Leuchter, collaudatore ufficiale della Golf GTI TCR. Nonostante i maggiori sforzi le vetture tedesche non sono riuscite a combattere per la vittoria finale. Al termine della stagione, nonostante fosse già in fase avanzata di progettazione una versione TCR della nuova generazione della Golf, Volkswagen ha annunciato la decisione di chiudere il progetto con effetto immediato per concentrarsi esclusivamente su programmi sportivi elettrificati, pur continuando a garantire la fornitura di parti di ricambio alle scuderie clienti.

### Progetto ID.R

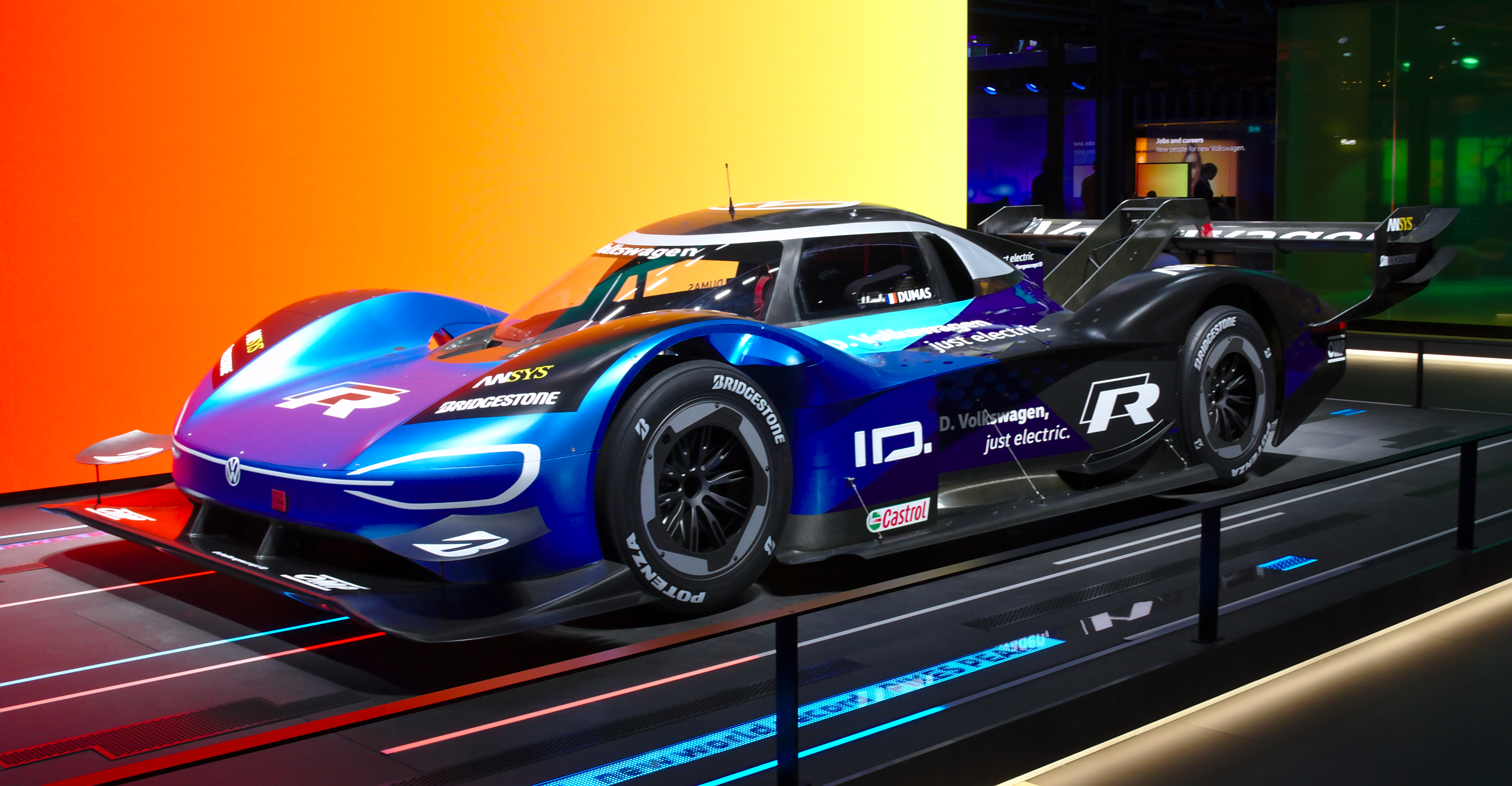
Volkswagen ID.R

Nel 2018 la Volkswagen Motorsport ha presentato la ID.R, una vettura da competizione elettrica nata con lo scopo di realizzare record sul giro su diversi tracciati. Equipaggiata con due motori elettrici posizionati su ciascun asse che erogano una potenza complessiva di 680 CV e una coppia di 649 Nm, pesa poco meno di 1.100 kg e raggiunge i 97 km/h in 2,25 secondi. Il telaio è stato progettato in collaborazione con la Norma, mentre i motori sono stati sviluppati dalla Integral Powertrain. Come collaudatore ufficiale è stato ingaggiato Romain Dumas, ex pilota ufficiale Audi e Porsche e due volte vincitore della 24 Ore di Le Mans. Il 24 giugno 2018 la vettura ha fatto il suo debutto alla Pikes Peak International Hill Climb. L'obiettivo iniziale era quello di superare il record per un'automobile elettrica di 8:57.118 minuti, realizzato nel 2016 da una Drive eO PP100 guidata da Rhys Millen. Con un tempo di 7:57.148, la ID.R è diventata la prima automobile in assoluto a completare l'evento in meno di 8 minuti, superando al contempo il record assoluto precedentemente detenuto da Sébastien Loeb a bordo di una Peugeot 208 T16 Pikes Peak. Nel corso della gara la vettura ha mantenuto una velocità media di 150,9 e 218 km/h attraverso i rilevatori.
Il 3 giugno 2019 la ID.R, con un tempo di 6:05.336, ha superato il record sul giro per una automobile elettrica sul circuito del Nürburgring Nordschleife, precedentemente detenuto da una NIO EP9 guidata da Peter Dumbreck. Nel corso del giro la vettura, guidata sempre da Dumas, ha mantenuto una velocità media di 205,3 km/h con picchi di 273 km/h. Per completare il giro l'automobile ha sfruttato 24,6 kWh, curvando con una forza centrifuga di oltre 24,9 G. Poche settimane dopo la vettura, che aveva già stabilito il record per automobili elettriche nel 2018, è stata nuovamente iscritta al Goodwood Festival of Speed. Nel corso dell'evento, con un tempo di 0:39.90, ha superato il record assoluto, precedentemente detenuto da una McLaren MP4/13 guidata da Nick Heidfeld. Il successivo 2 settembre la ID.R ha completato la scalata della Montagna Tianmen, percorrendo i 10.906 km della competizione con un tempo di 7:38.585. Nel febbraio 2020 è stato annunciato che sarebbe stata presentata una nuova generazione del prototipo, denominata ID.R Evo, con l'obiettivo di superare record sul giro su varie piste del mondo e potenzialmente di superare anche quelli già stabiliti dalla ID.R originale.

## Risultati

### Campionato del mondo rally

#### WRC
| Anno | Vettura                    | Pilota              | 1       | 2       | 3       | 4       | 5       | 6       | 7       | 8       | 9       | 10      | 11      | 12      | 13      | PP  | Punti | PC  | Punti |
| ---- | -------------------------- | ------------------- | ------- | ------- | ------- | ------- | ------- | ------- | ------- | ------- | ------- | ------- | ------- | ------- | ------- | --- | ----- | --- | ----- |
| 1982 | Volkswagen Golf GTI        | Per Eklund          | MON     | SVE 4   | POR 2   | KEN     | FRA     | GRE     | NZL 2   | BRA     | FIN Rit | ITA Rit | CAV 2   | GBR 9   |         | 5°  | 57    | 14° | 14    |
| 1983 | Volkswagen Golf GTI        | Kalle Grundel       | MON     | SVE 5   | POR     | KEN     | FRA     | GRE     | NZL     | ARG     | FIN     | ITA     | CAV     | GBR 8   |         | 16° | 11    | 8°  | 11    |
| 1984 | Volkswagen Golf GTI        | Kalle Grundel       | MON 9   | SVE Rit | POR 7   | KEN     | FRA 13  | GRE Rit | NZL     | ARG     | FIN Rit | ITA 6   | CAV     | GBR Rit |         | 18° | 12    | 8°  | 34    |
| 1985 | Volkswagen Golf GTI        | Franz Wittmann      | MON     | SVE     | POR Rit | KEN     | FRA Rit | GRE 9   | NZL     | ARG     | FIN 12  | ITA 9   | CAV     | GBR     |         | 50° | 4     | 7°  | 29    |
| 1985 | Volkswagen Golf GTI        | Jochi Kleint        | MON     | SVE     | POR Rit | KEN     | FRA Rit | GRE Rit | NZL     | ARG     | FIN 11  | ITA Rit | CAV     | GBR     |         | NC  | 0     | 7°  | 29    |
| 1986 | Volkswagen Golf GTI 16V    | Kenneth Eriksson    | MON 9   | SVE 7   | POR Ret | KEN Ret | FRA 8   | GRE 7   | NZL 7   | ARG 5   | FIN 12  | CAV     | ITA 5   | GBR 11  | USA     | 10° | 25    | 3°  | 65    |
| 1986 | Volkswagen Golf GTI 16V    | Franz Wittmann      | MON 10  | SVE     | POR Rit | KEN 12  | FRA Rit | GRE 9   | NZL     | ARG 7   | FIN     | CAV     | ITA     | GBR     | USA     | 35° | 7     | 3°  | 65    |
| 1987 | Volkswagen Golf GTI 16V    | Kenneth Eriksson    | MON 5   | SVE 8   | POR 3   | KEN Rit | FRA Rit | GRE Rit | USA     | NZL 2   | ARG 4   | FIN     | CAV 1   | ITA     | GBR     | 4°  | 70    | 4°  | 64    |
| 1987 | Volkswagen Golf GTI 16V    | Erwin Weber         | MON 9   | SVE     | POR Rit | KEN 4   | FRA     | GRE 6   | USA     | NZL     | ARG 3   | FIN     | CAV 3   | ITA     | GBR     | 6°  | 44    | 4°  | 64    |
| 1988 | Volkswagen Golf GTI 16V    | Erwin Weber         | MON     | SVE     | POR 7   | KEN Rit | FRA     | GRE     | USA     | NZL     | ARG     | FIN     | CAV     | ITA     | GBR     | 50° | 4     | 11° | 14    |
| 1988 | Volkswagen Golf GTI 16V    | Lars-Erik Torph     | MON     | SVE 3   | POR     | KEN Rit | FRA     | GRE     | USA     | NZL     | ARG     | FIN     | CAV     | ITA     | GBR     | 20° | 12    | 11° | 14    |
| 1989 | Volkswagen Golf GTI 16V    | Stig Blomqvist      | SVE 5   | MON     | POR     | KEN 3   | FRA     | GRE     | NZL     | ARG     | FIN     | AUS     | ITA     | CAV     | GBR     | 15° | 20    | 9°  | 14    |
| 1989 | Volkswagen Golf GTI 16V    | Erwin Weber         | SVE     | MON     | POR     | KEN 8   | FRA     | GRE     | NZL     | ARG     | FIN     | AUS     | ITA     | CAV     | GBR     | 58° | 3     | 9°  | 14    |
| 1990 | Volkswagen Golf Rallye G60 | Erwin Weber         | MON     | POR     | KEN     | FRA     | GRE Rit | NZL 3   | ARG     | FIN     | AUS SQ  | ITA     | CAV     | GBR     |         | 18° | 12    | 10° | 10    |
| 2011 | Škoda Fabia S2000          | Joonas Lindroos     | SVE     | MES     | POR     | GIO     | ITA     | ARG     | GRE     | FIN Rit | GER     | AUS     | FRA     | SPA     | GBR     | NC  | 0     | –   | –     |
| 2011 | Škoda Fabia S2000          | Andreas Mikkelsen   | SVE     | MES     | POR     | GIO     | ITA     | ARG     | GRE     | FIN Rit | GER     | AUS     | FRA     | SPA     | GBR     | NC  | 0     | –   | –     |
| 2011 | Škoda Fabia S2000          | Hans Weijs, Jr.     | SVE     | MES     | POR     | GIO     | ITA     | ARG     | GRE     | FIN     | GER 13  | AUS     | FRA     | SPA     | GBR     | NC  | 0     | –   | –     |
| 2011 | Škoda Fabia S2000          | Christian Riedemann | SVE     | MES     | POR     | GIO     | ITA     | ARG     | GRE     | FIN     | GER 15  | AUS     | FRA     | SPA 20  | GBR     | NC  | 0     | –   | –     |
| 2011 | Škoda Fabia S2000          | Yeray Lemes         | SVE     | MES     | POR     | GIO     | ITA     | ARG     | GRE     | FIN     | GER     | AUS     | FRA     | SPA 14  | GBR     | NC  | 0     | –   | –     |
| 2011 | Škoda Fabia S2000          | Kevin Abbring       | SVE     | MES     | POR     | GIO     | ITA     | ARG     | GRE     | FIN     | GER     | AUS     | FRA     | SPA     | GBR 12  | NC  | 0     | –   | –     |
| 2011 | Škoda Fabia S2000          | Sepp Wiegand        | SVE     | MES     | POR     | GIO     | ITA     | ARG     | GRE     | FIN     | GER     | AUS     | FRA     | SPA     | GBR Rit | NC  | 0     | –   | –     |
| 2012 | Škoda Fabia S2000          | Sébastien Ogier     | MON Rit | SVE 11  | MES 8   | POR 7   | ARG 7   | GRE 7   | NZL     | FIN 10  | GER 6   | GBR 12  | FRA 11  | ITA 5   | SPA Rit | 10° | 41    | –   | –     |
| 2012 | Škoda Fabia S2000          | Andreas Mikkelsen   | MON     | SVE 13  | MES     | POR     | ARG Rit | GRE Rit | NZL     | FIN 27  | GER 7   | GBR     | FRA 12  | ITA 7   | SPA 21  | 14° | 13    | –   | –     |
| 2012 | Škoda Fabia S2000          | Kevin Abbring       | MON 12  | SVE     | MES Rit | POR NP  | ARG     | GRE     | NZL     | FIN     | GER     | GBR 25  | FRA     | ITA     | SPA     | NC  | 0     | –   | –     |
| 2012 | Škoda Fabia S2000          | Sepp Wiegand        | MON     | SVE     | MES     | POR     | ARG     | GRE     | NZL     | FIN     | GER Rit | GBR     | FRA     | ITA     | SPA     | NC  | 0     | –   | –     |
| 2013 | Volkswagen Polo R WRC      | Sébastien Ogier     | MON 2   | SVE 1   | MES 1   | POR 1   | ARG 2   | GRE 10  | ITA 1   | FIN 1   | GER 17  | AUS 1   | FRA 1   | SPA 1   | GBR 1   | 1°  | 290   | 1°  | 425   |
| 2013 | Volkswagen Polo R WRC      | Jari-Matti Latvala  | MON Rit | SVE 4   | MES 16  | POR 3   | ARG 3   | GRE 1   | ITA 3   | FIN 17  | GER 7   | AUS 4   | FRA 3   | SPA 2   | GBR 2   | 3°  | 162   | 1°  | 425   |
| 2013 | Volkswagen Polo R WRC      | Andreas Mikkelsen   | MON     | SVE     | MES     | POR 6   | ARG 8   | GRE 4   | ITA Rit | FIN 10  | GER NP  | AUS 6   | FRA 7   | SPA Rit | GBR 5   | 10° | 50    | 7°  | 50    |
| 2014 | Volkswagen Polo R WRC      | Sébastien Ogier     | MON 1   | SVE 6   | MES 1   | POR 1   | ARG 2   | ITA 1   | POL 1   | FIN 2   | GER Rit | AUS 1   | FRA 13  | SPA 1   | GBR 1   | 1°  | 267   | 1°  | 447   |
| 2014 | Volkswagen Polo R WRC      | Jari-Matti Latvala  | MON 5   | SVE 1   | MES 2   | POR 14  | ARG 1   | ITA 3   | POL 5   | FIN 1   | GER Rit | AUS 2   | FRA 1   | SPA 2   | GBR 8   | 2°  | 218   | 1°  | 447   |
| 2014 | Volkswagen Polo R WRC      | Andreas Mikkelsen   | MON 7   | SVE 2   | MES 19  | POR 4   | ARG 4   | ITA 4   | POL 2   | FIN 4   | GER 3   | AUS 3   | FRA 2   | SPA 7   | GBR Rit | 3°  | 150   | 5°  | 133   |
| 2015 | Volkswagen Polo R WRC      | Sébastien Ogier     | MON 1   | SVE 1   | MES 1   | ARG 17  | POR 2   | ITA 1   | POL 1   | FIN 2   | GER 1   | AUS 1   | FRA 15  | SPA Rit | GBR 1   | 1°  | 238   | 1°  | 413   |
| 2015 | Volkswagen Polo R WRC      | Jari-Matti Latvala  | MON 2   | SVE Rit | MES 15  | ARG Rit | POR 1   | ITA 6   | POL 5   | FIN 1   | GER 2   | AUS 2   | FRA 1   | SPA 2   | GBR 50  | 2°  | 183   | 1°  | 413   |
| 2015 | Volkswagen Polo R WRC      | Andreas Mikkelsen   | MON 3   | SVE 3   | MES 3   | ARG Rit | POR 3   | ITA 36  | POL 2   | FIN Rit | GER 3   | AUS 4   | FRA 3   | SPA 1   | GBR 3   | 3°  | 171   | 5°  | 131   |
| 2016 | Volkswagen Polo R WRC      | Sébastien Ogier     | MON 1   | SVE 1   | MES 2   | ARG 2   | POR 3   | ITA 3   | POL 6   | FIN 24  | GER 1   | FRA 1   | SPA 1   | GBR 1   | AUS 2   | 1°  | 275   | 1°  | 384   |
| 2016 | Volkswagen Polo R WRC      | Jari-Matti Latvala  | MON Rit | SVE 26  | MES 1   | ARG 16  | POR 6   | ITA 2   | POL 5   | FIN 2   | GER 48  | FRA 4   | SPA 14  | GBR 7   | AUS 9   | 6°  | 112   | 1°  | 384   |
| 2016 | Volkswagen Polo R WRC      | Andreas Mikkelsen   | MON 2   | SVE 4   | MES Rit | ARG 3   | POR 2   | ITA 13  | POL 1   | FIN 7   | GER 4   | FRA 3   | SPA Rit | GBR 12  | AUS 1   | 3°  | 154   | 3°  | 163   |
| 2018 | Volkswagen Polo GTI R5     | Petter Solberg      | MON     | SVE     | MES     | FRA     | ARG     | POR     | ITA     | FIN     | GER     | TUR     | GBR     | SPA 14  | AUS     | NC  | 0     | NC  | 0     |
| 2018 | Volkswagen Polo GTI R5     | Eric Camilli        | MON Rit | SVE     | MES     | FRA     | ARG     | POR     | ITA     | FIN     | GER Rit | TUR     | GBR 24  | SPA 35  | AUS     | NC  | 0     | NC  | 0     |

#### JWRC
| Anno | Vettura               | Pilota            | 1       | 2       | 3       | 4       | 5       | 6       | 7       | PP  | Punti |
| ---- | --------------------- | ----------------- | ------- | ------- | ------- | ------- | ------- | ------- | ------- | --- | ----- |
| 2002 | Volkswagen Polo S1600 | Kosti Katajamäki  | MON Rit | SPA Rit | GRE Rit | GER 6   | ITA Rit | GBR Rit |         | 17° | 1     |
| 2003 | Volkswagen Polo S1600 | Kosti Katajamäki  | MON ES  | TUR 1   | GRE Rit | FIN Rit | ITA Rit | ESP Rit | GBR Rit | 10° | 10    |
| 2003 | Volkswagen Polo S1600 | Oscar Svedlund    | MON Rit | TUR Rit | GRE 5   | FIN 8   | ITA     | SPA Rit | GBR Rit | 16° | 5     |
| 2003 | Volkswagen Polo S1600 | Vladan Vasiljevic | MON SQ  | TUR Rit | GRE Rit | FIN Rit | ITA     | SPA     | GBR     | NC  | 0     |

### Rally Dakar
| Anno | Vettura                                                       | Pilota                                                        | Copilota                                                      | Pos.                                                          | TV                                                            |
| ---- | ------------------------------------------------------------- | ------------------------------------------------------------- | ------------------------------------------------------------- | ------------------------------------------------------------- | ------------------------------------------------------------- |
| 2003 | Volkswagen Tarek                                              | Jutta Kleinschmidt                                            | Fabrizia Pons                                                 | 8°                                                            | 0                                                             |
| 2003 | Volkswagen Tarek                                              | Stéphane Henrard                                              | Bobby Willis                                                  | 6°                                                            | 1                                                             |
| 2003 | Volkswagen Tarek                                              | Dieter Depping                                                | Walter Bachuber                                               | 20°                                                           | 0                                                             |
| 2004 | Volkswagen Race Touareg                                       | Jutta Kleinschmidt                                            | Fabrizia Pons                                                 | 21°                                                           | 1                                                             |
| 2004 | Volkswagen Race Touareg                                       | Bruno Saby                                                    | Matthew Stevenson                                             | 6°                                                            | 0                                                             |
| 2005 | Volkswagen Race Touareg                                       | Jutta Kleinschmidt                                            | Fabrizia Pons                                                 | 3°                                                            | 1                                                             |
| 2005 | Volkswagen Race Touareg                                       | Bruno Saby                                                    | Michel Périn                                                  | 5°                                                            | 2                                                             |
| 2005 | Volkswagen Race Touareg                                       | Juha Kankkunen                                                | Juha Repo                                                     | Rit                                                           | 0                                                             |
| 2005 | Volkswagen Race Touareg                                       | Robby Gordon                                                  | Dirk von Zitzewitz                                            | 12°                                                           | 2                                                             |
| 2006 | Volkswagen Race Touareg 2                                     | Jutta Kleinschmidt                                            | Fabrizia Pons                                                 | Rit                                                           | 0                                                             |
| 2006 | Volkswagen Race Touareg 2                                     | Bruno Saby                                                    | Michel Périn                                                  | 8°                                                            | 0                                                             |
| 2006 | Volkswagen Race Touareg 2                                     | Carlos Sainz                                                  | Andreas Schulz                                                | 11°                                                           | 4                                                             |
| 2006 | Volkswagen Race Touareg 2                                     | Giniel de Villiers                                            | Tina Thörner                                                  | 2°                                                            | 1                                                             |
| 2006 | Volkswagen Race Touareg 2                                     | Mark Miller                                                   | Dirk von Zitzewitz                                            | 5°                                                            | 0                                                             |
| 2007 | Volkswagen Race Touareg 2                                     | Carlos Sainz                                                  | Michel Périn                                                  | 9°                                                            | 5                                                             |
| 2007 | Volkswagen Race Touareg 2                                     | Giniel de Villiers                                            | Dirk von Zitzewitz                                            | 11°                                                           | 4                                                             |
| 2007 | Volkswagen Race Touareg 2                                     | Mark Miller                                                   | Ralph Pitchford                                               | 4°                                                            | 0                                                             |
| 2007 | Volkswagen Race Touareg 2                                     | Ari Vatanen                                                   | Fabrizia Pons                                                 | Rit                                                           | 0                                                             |
| 2008 | Evento cancellato – sostituito dal Rally dell'Europa centrale | Evento cancellato – sostituito dal Rally dell'Europa centrale | Evento cancellato – sostituito dal Rally dell'Europa centrale | Evento cancellato – sostituito dal Rally dell'Europa centrale | Evento cancellato – sostituito dal Rally dell'Europa centrale |
| 2009 | Volkswagen Race Touareg 2                                     | Carlos Sainz                                                  | Michel Périn                                                  | Rit                                                           | 6                                                             |
| 2009 | Volkswagen Race Touareg 2                                     | Giniel de Villiers                                            | Dirk von Zitzewitz                                            | 1°                                                            | 4                                                             |
| 2009 | Volkswagen Race Touareg 2                                     | Mark Miller                                                   | Ralph Pitchford                                               | 2°                                                            | 0                                                             |
| 2009 | Volkswagen Race Touareg 2                                     | Dieter Depping                                                | Timo Gottschalk                                               | 6°                                                            | 0                                                             |
| 2010 | Volkswagen Race Touareg 2                                     | Nasser Al-Attiyah                                             | Timo Gottschalk                                               | 2°                                                            | 4                                                             |
| 2010 | Volkswagen Race Touareg 2                                     | Carlos Sainz                                                  | Michel Périn                                                  | 1°                                                            | 2                                                             |
| 2010 | Volkswagen Race Touareg 2                                     | Giniel de Villiers                                            | Dirk von Zitzewitz                                            | 7°                                                            | 0                                                             |
| 2010 | Volkswagen Race Touareg 2                                     | Mark Miller                                                   | Ralph Pitchford                                               | 3°                                                            | 4                                                             |
| 2011 | Volkswagen Race Touareg 3                                     | Nasser Al-Attiyah                                             | Timo Gottschalk                                               | 1°                                                            | 4                                                             |
| 2011 | Volkswagen Race Touareg 3                                     | Carlos Sainz                                                  | Lucas Cruz                                                    | 3°                                                            | 7                                                             |
| 2011 | Volkswagen Race Touareg 3                                     | Giniel de Villiers                                            | Dirk von Zitzewitz                                            | 2°                                                            | 1                                                             |
| 2011 | Volkswagen Race Touareg 3                                     | Mark Miller                                                   | Ralph Pitchford                                               | 6°                                                            | 0                                                             |

## Palmarès

### Campionato del mondo rally
- 4 Campionati del mondo marche (2013, 2014, 2015 e 2016)
- 4 Campionati del mondo piloti, Sébastien Ogier (2013, 2014, 2015 e 2016)
- 2 Campionato tedesco rally Alfons Stock (1981) e Erwin Weber (1991)

### Rally raid e corse in salita
- - 4 Rally Dakar con Freddy Kottulinsky (1980), Giniel de Villiers (2009), Carlos Sainz (2010) e Nasser Al-Atiyah (2011)
- - 2 Coppa del mondo rally raid con Michel Périn (2005 e 2007)

### Rallycross
- - 5 Campionato del mondo rallycross piloti Johan Kristoffersson (2017, 2018, 2020, 2022 e 2023)